# Pyrgus oileus
Pyrgus oileus là một loài bướm ngày thuộc họ Hesperiidae. Nó được tìm thấy từ bán đảo Florida, bờ biển vùng Vịnh, và miền nam Texas, phía nam thông qua West Indies, México và Trung Mỹ đến Argentina.
Sải cánh là 32–38 mm. Có 4-5 thế hệ trong suốt năm ở miền nam Texas và Florida.
Ấu trùng ăn một số cây trong họ Malvaceae, gồm Sida rhombifolia, Malva, Althaea rosea, Abutilon và Malvastrum. Con trưởng thành ăn mật hoa cây Sidas.

## Hình ảnh

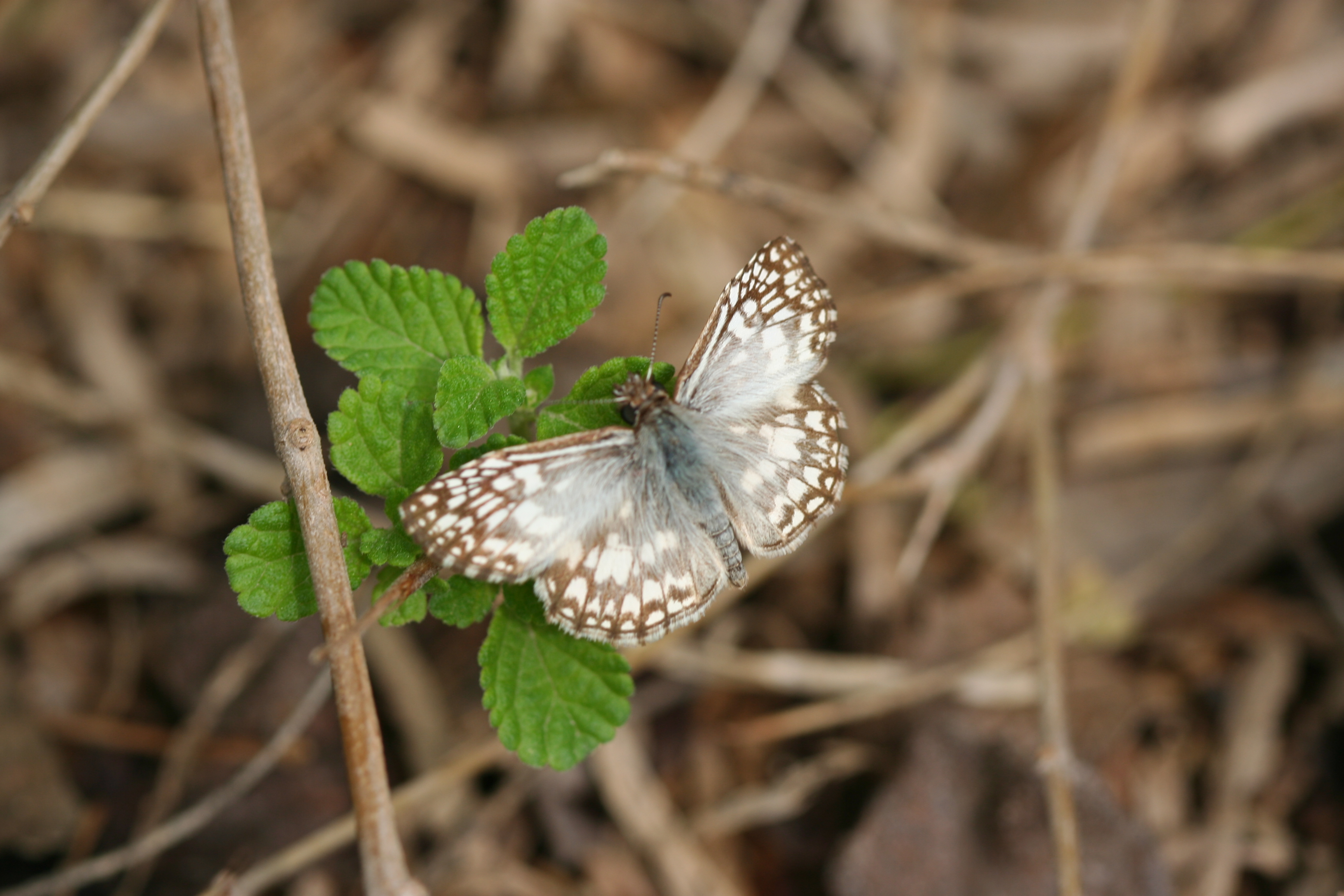
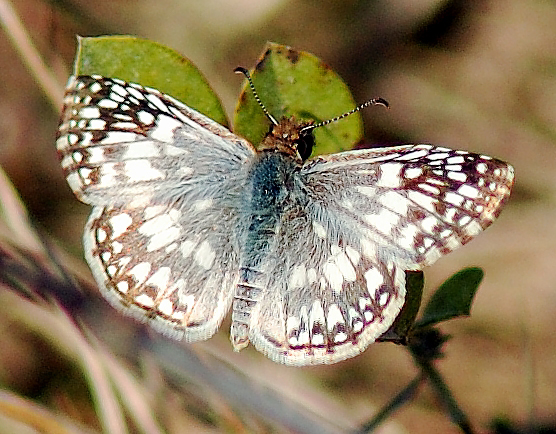

## Phân loài
- Pyrgus oileus oileus
- Pyrgus oileus syrichtus